# كيني كامبل
كيني كامبل (بالإنجليزية: Ken Campbell)‏ (6 سبتمبر 1892 في المملكة المتحدة - 28 أبريل 1971 في المملكة المتحدة) هو لاعب كرة قدم بريطاني (وحمل سابقاً جنسية المملكة المتحدة لبريطانيا العظمى وأيرلندا) في مركز حراسة المرمى. شارك مع منتخب اسكتلندا لكرة القدم. أما مع النوادي، فقد لعب مع ستوك سيتي وليستر سيتي ونادي بارتيك ثيسل ونادي ليفربول وNew Brighton A.F.C. ‏ ورابطة كرة القدم الاسكتلندية الحادية عشر ‏.

## وصلات خارجية
- كيني كامبل على موقع قاعدة بيانات كرة القدم.إي يو (الإنجليزية)